# Potechnye voïska

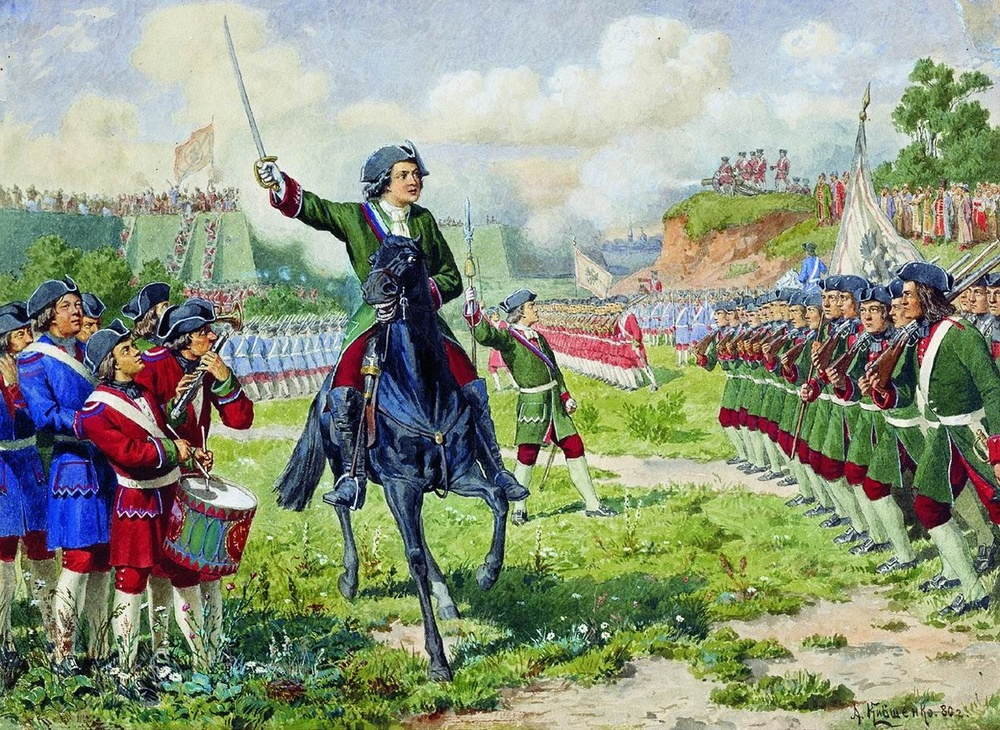
Alexeï Kivchenko, « exercices militaires du Potechnye de Pierre au village de Kojoukhovo.» 1882.

Les Potechnye voïska ou les Potechnye polki ou littéralement armée-jouet (en russe: Поте́шные войска́) sont une unité militaire spéciale de l'armée russe et une force de formation des jeunes soldats et de leur commandement au sein du tsarat de Russie, qui a été créée par Pierre Ier le Grand. Le but du Tsar était de former de jeunes adolescents à la guerre par des jeux militaires.   

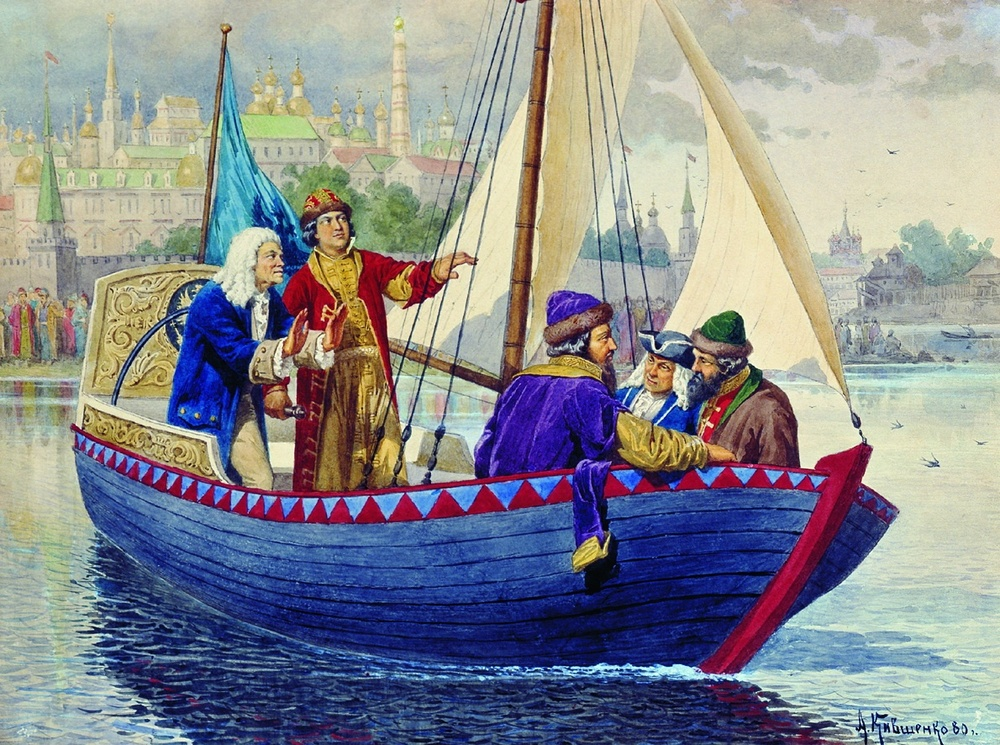
Alexeï Kivchenko, « Pierre à bord du voilier Botik Pierre Ier.». 1864.

Avant lui le tsar Alexis Ier, son père avait déjà formé le régiment de Pierre appelé ainsi du nom du tsarévitch, pour former le caractère du futur empereur Pierre du fait que son père avait remarqué qu'il avait un tempérament dégourdi, vif et énergique et qu'il appréciait l'art de la guerre. Le régiment de Pierre était équipé d'un uniforme vert, il avait ses drapeaux, des fusils et tout un équipement particulier. Le Tsarévitch est nommé successivement commandant, colonel, suivant les rapports sur ses états de services, suivant les besoins du régiment et il exécutait ce qu'on exigeait de lui. Il est ainsi passé par les différents niveaux de commandement durant quatre ans. Dès l'âge de 11 ans il apprit ainsi le métier de soldat et à 12 ans tirait au canon.
Les contemporains nous ont laissé peu de notes sur ce régiment. On sait qu'il n'était pas formé de plus d'une cinquantaine d'hommes. Mais par la suite il s'est développé et il a fallu caserner une seconde cinquantaine dans un autre village. 